# 鍛焊
鍛焊（英語：Forge welding），又稱鍛接、鍛造焊接，一種固態焊接製程，先加熱兩片金屬，到達白熾狀態，之後以槌子反復敲打的方式，使它們熔合，焊接成一塊。這是一種最簡單的冶金技術，人類從很早之前就開始應用這個技術。鍛焊的應用很廣，它能夠使兩種不同但融點相近的金屬融合在一起。在工業革命之後，機械鍛接取代了手工鍛接。
將不同金屬材料鍛焊在一起，可以在較低溫的熔合狀況下，讓金屬之間形成共晶（eutectic）。這個特性，使得以鍛焊製造的器具，經常會比以現代工業技術製造出來的金屬更為強固。

## 技術
鍛焊所需的溫度，通常只要金屬熔點的50%至80%。鋼進行鍛焊所需要的溫度比鐵低。在進行鍛焊時，金屬表面需要保持光滑，或是濕潤狀態。但是要小心避免加熱過度，造成快速氧化，燃燒產生火花。
氧化還原反應會使鍛焊的品質下降。為了使鍛焊容易進行，可以在兩個金屬表面，塗上硼砂之類的焊劑，阻止氧化還原反應，以提升品質。焊劑與氧化物混合在一起時，會形成薄膜，減少氧化物的黏度。當兩塊金屬接合在一起敲打時，混合了焊劑的氧化物會從接合面流出，這能夠減低熔合溫度。